# 개발제한구역

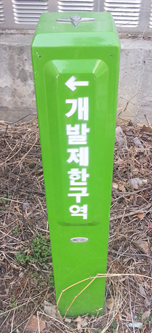
개발제한구역 표지

개발제한구역(開發制限區域), 또는 그린벨트(green belt)는 법적으로 개발을 제한하고, 자연을 보존하도록 하는 구역을 의미한다. 이러한 정책의 주된 이유는 도시의 무절제한 팽창을 막고 도시민의 건강에 필요한 주변 녹지 환경을 보전하기 위함이다. 또한 야생동물들이 다시 돌아와 삶의 터전을 잡도록 하기 위한 목적도 있다. 주로 시가지를 둘러싸고 있는 공원, 미개발 녹지 등으로 이루어져 있다. 특히 온천이나 계곡같은 자연휴양지를 특정한 기업/개인이 독점하는 것을 막기위해서 적용되는 경우도 있다. 비슷한 개념으로 green wedge, greenway가 있다.

## 목적
개발 제한구역을 정하고 있는 나라들에서는 이러한 규제 정책의 목적들이 있다.
- 도시의 무질서한 확산 방지
- 도시 주변의 자연환경 보전
- 도시민의 건전한 생활환경 확보
- 도시구역 안의 공기의 질 향상
- 교외로 흡수될 수 있는 시골 공동체들의 독특한 특징을 보호
- 도시 거주민들이 교육적이고 휴양의 기회를 가지고 시골에 자연스럽게 접근할 수 있도록 하기 위함

이 외에도 그린벨트는 많은 장점을 가지고 있다. 그 예로 도시, 마을과 가까운 지역인 곳에서 걷기, 캠핑, 자전거타기 등의 활동을 다양하게 즐길 수 있다. 또한 야생동물이나 식물, 다른 자연적인 것들에게도 좋은 터전이 된다. 뿐만 아니라, 깨끗한 공기와 물 그리고 도시보다 더 나은 질의 땅을 유지할 수 있다.

## 역사
그린벨트에 대한 오래된 증거는 이스라엘의 Levite 마을을 둘러싼 그린벨트를 위한 목적에 있다. 학자 Moses Maimonides는 고대 이스라엘의 모든 마을들에서 오래된 증거를 찾아 그린벨트 계획에 대해 자세히 설명했다.
7세기에 Muhammad는 Medina 주변에 그린벨트를 설정했다. 그는 그 도시 주변에 12마일에는 나무를 제거하는 것을 금지함으로써 이를 시행했다. 1958년에 영국의 엘리자베스 1세는 흑사병의 확산을 막고자하는 시도로, 런던 도시 주변에 3 마일의 넓은 그린벨트 구역을 설정하여 새로운 빌딩을 세우는 것을 금지하였다. 그러나, 이러한 그린벨트 규제는 그렇게 강하지 않았고, 특별 허가 등을 통해 개발이 가능하기도 했다.
현대에 들어와서, 이 용어는 역사적으로 의미가 있는 마을들의 중심으로부터 새로운 개발을 제재하는 움직임이 늘어나는 유럽 국가들로부터 나왔다. 오스트리아의 수도 빈의 Ringstrabe가 주목할 만한 곳 중 하나다. 그리고나서 그린벨트 정책의 움직임은 영국에서도 보이기 시작했다. 다양한 제안들이 1890년대부터 나오기 시작했다. 하지만, 본격적으로 움직임이 확산되고, 런던 사회에 의해 지지가 일어난 것은 ‘대영국 발전 계획’이 있던 1919년이었다. CPRE와 함께, 사람들은 도시확장을 예방하기 위해 2마일까지 더 넓은 그린벨트를 위한 로비를 하기도 했다.
영국에는 16,716km2의 개발 제한 구역이 있고, 이는 잉글랜드 전체 땅의 13%다. 스코틀랜드 지역에도 164km2 크기의 14개의 개발제한 구역이 있다.
기타 그린벨트를 시행하는 나라는 캐나다, 온타리오에 있는 오타와 그린벨트와 골든 홀스슈 그린벨트다. 오타와의 20,350 헥타르에 달하는 그린벨트는 National Capital Commission에서 관리를 받는다.
미국에서 더 많은 일반적인 용어로는 그린 스페이스와 같이 공원같은 아주 작은 지역도 포함된다. 약 7.6km2 크기의 Adelaide Park Land는 Adelaide의 도시 중심을 완벽하게 둘러싸고 있다. 동쪽 교외지역, Adelaide 언덕에 있는 넓은 자연적인 그린벨트 구역은 뜨거운 날씨 에도 지역을 시원하게 하는 역할을 하기도 한다.
스웨덴의 경우에는, 1994년부터 스웨덴 의회는 스톡홀롬에 있는 몇몇 공원들을 이곳의 북쪽 ‘국가 도시 공원’으로 선언하고 로얄 국가 도시 공원이라고 불렀다.
그러므로 그린벨트는 무조건 청정구역이라 하는 것은 옳은 뜻은 아니라고 볼 수 있다.

## 비판

### 집 값 문제
그린벨트에 대한 효과와 동기에 대해 해석적인 차이가 있을 수 있다. 한가지 예로는 그린벨트는 거주민들이 그 구역 안에서 이미 살고있는 그들의 물질적인 지위를 보존하기 위해 만들어진 것이다. 그리고 특히 땅을 소유하고 있는 사람들이 집으로부터 이익을 얻는 것 때문에 더욱 문제가 된다고 하는 주장들이 있다. 그린벨트의 장점과 동기는 아마 공공의 건강과 환경을 위한 것이 일반적으로 사람들이 생각하는 것이다. 하지만 이러한 장점들은 ‘그린벨트 구역에서 여가를 즐기거나 하는 사람들은 적고, 또한 그린벨트가 깨끗한 공기나 물과도 깊게 관련이 있지 않다.’라고 주장하는 사람들에게는 잘 받아들여지지 않는다. ‘오히려, 그린벨트를 설정하는 것에 대한 궁극적인 결과는 공급을 하는 구역에 집 수요 또한 만족시키기 위한 것이다. 그렇기 때문에, 집값이 올라가고, 여러 가지 문제가 발생하는 것이다.’ 라고 주장한다.

### 도시 스프롤 현상의 증가
도시 스프롤 현상이란, 도시개발이 근접 미개발 지역으로 확산되는 현상을 말한다. 또 다른 비판의 주장들은 그린벨트가 도시 밖으로 무기한으로 연장되지 않기 때문에, 이것은 지역의 성장을 도시 중심으로부터 더 먼 곳으로 계속해서 나가도록 하는데 자극을 준다는 것이다. 그래서 이러한 현상들이 결국엔 도시 스프롤 현상을 증가시킨다는 주장이다.
주로 언급되는 예들은 카나타와 올리언스의 오타와이다. 이 두 곳은 도시의 그린벨트 바깥인데, 폭발적인 성장을 하고 있다. 이는 또다른 문제들로 이어질 수 있다. 이 지역의 거주민들이 도시에서 직장으로 더 멀리 통근하게 될 것이고 대중교통으로의 접근이 더욱 악화된다. 결국 사람들이 대중교통이 발달되어 있지 않은 그린벨트를 통해 통근을 해야 한다는 것이므로, 그린벨트가 이득만 되는 것이 아니라, 문제를 더욱 확산시키고, 도시를 지속가능하지 않게 만들 수도 있다는 주장이다.

## 사례

### 대한민국
대한민국에서는 1971년 7월 30일 계속된 개발로 성장하는 서울의 무제한 팽창을 방지하기 위해 도시계획법에 근거하여 처음 시행되었다.
수도권과 부산 등지의 일부 대도시권 근교 일대에 설정되어 있고, 그린벨트 내에서는 건축물의 신·증축, 용도변경, 토지의 형질변경 및 토지분할 등의 행위가 제한되어 있으나 개발제한 구역 지정 목적에 위배되지 않는 범위 내에서 국민생활의 편익을 위한 최소한의 시설로서 허가권자의 승인 및 허가를 받아 개발 행위를 할 수 있다.
토지이용계획확인서상에서는 '그린벨트'는 '개발제한구역'으로 명칭되며 녹색라인으로 표시된다.

## 같이 보기
- 블루벨트
- 토지대장
- 부동산등기부